# Juventudes Socialistas de Madrid
Juventudes Socialistas de Madrid - JSM es la organización juvenil autónoma e independiente del Partido Socialista de Madrid-PSOE y como federación forma parte de las Juventudes Socialistas de España (JSE).

## Estructura

### Estructura territorial
A nivel local
La Agrupación Local es el la unidad básica de esta organización, y todo afiliado debe pertenecer a una agrupación local. Tres afiliados es el mínimo estatutario para crear una agrupación local. Usualmente, su ámbito es similar al municipio del que toman el nombre.
A su vez, la agrupación local tiene distintos órganos: la Asamblea, que es el órgano soberano, una dirección formada por la Comisión ejecutiva local. Opcionalmente, desarrolla una serie de grupos de trabajo, bien creados ad hoc o bien de carácter permanente, que trabajan sobre un campo determinado. Algunos ejemplos comunes de grupos de trabajo son los de mujer, LGTB, comunicación, etc.

### Agrupaciones Locales y de distrito de JSM
- Agrupaciones de distrito de la Ciudad de Madrid: Arganzuela, Buenavista, Carabanchel, Centro, Ciudad Lineal, Chamberí, Chamartín, Hortaleza, Latina, Moncloa-Aravaca, Moratalaz, Retiro, San Blas-Canillejas, Tetuán, Usera, Puente de Vallecas, Vallecas Villa, Vicálvaro y Villaverde.
- Agrupaciones locales de la Comunidad: Alcalá de Henares, Alcobendas, Alcorcón, Alpedrete, Aranjuez, Arganda del Rey, Ciempozuelos, Collado Villalba, Colmenar Viejo, Coslada, Fuenlabrada, Galapagar, Las Rozas, Leganés, Majadahonda, Móstoles, Navalcarnero, Orusco de Tajuña, Parla, Pinto, Pozuelo de Alarcón, Rivas-Vaciamadrid, San Martín de la Vega, San Sebastián de los Reyes, Torrejón de Ardoz, Tres Cantos, Valdemoro y Villaconejos.

### Estructura orgánica
Órganos soberanos
- Asamblea: Únicamente a nivel de agrupación local o de distrito. Tiene un carácter semestral, y participan en estos órganos todos los militantes al corriente de sus cuotas. Fija el programa político de la agrupación, aprueba presupuestos, estudia las propuestas de resolución de los Congresos en sus diferentes niveles, y elige tanto a la Comisión Ejecutiva Local como a los representantes y delegados de la agrupación local en otros órganos superiores. No pueden darse unos estatutos propios, ya que existe un reglamento federal.

- Congreso Regional: Son convocados de dos a cuatro años tras el anterior congreso. Reúne delegados de las agrupaciones locales. Eligen al secretario general, a la comisión ejecutiva, a los miembros natos del comité, y al resto de órganos. Se aprueban las grandes líneas políticas para la organización, que la comisión ejecutiva ha de desarrollar. Pueden modificar los estatutos de la organización, siempre que no contradigan los aprobados por un congreso de ámbito superior. Al inicio del congreso elegida una mesa, y los trabajos se desarrollan tanto en las comisiones de estudios como en el plenario. Suelen participar como invitados miembros de partidos políticos, especialmente del PSOE; de sindicatos, especialmente de UGT; de otras organizaciones juveniles políticas; de instituciones públicas, etc.

Órganos de decisión
- Comité Regional: Este es el máximo órgano de decisión entre congresos. Se reúne como mínimo dos veces al año. Controla la actividad de la comisión ejecutiva, aprueba el presupuesto y elabora las políticas de juventud del Partido Socialista de Madrid-PSOE.

Órganos ejecutivos y de gestión
- Comisión Ejecutiva: Local y Regional. Es la dirección colegiada de JSM, elegida en un congreso o asamblea. La preside y lidera el Secretario General, y cuenta con una serie de secretarías: organización, política institucional, formación, etc. que son las responsabilidades de cada miembro de este órgano.

- Comisión Gestora: Tiene un carácter excepcional, no permanente. Puede ser nombrada por la Comisión Ejecutiva Regional para sustituir a una comisión ejecutiva local cuando más de la mitad de este ha dimitido o cuando esta comisión ejecutiva actúa de manera contraria a la normativa interna de JSM. La función de la comisión gestora es preparar una asamblea en la que los militantes puedan elegir una nueva dirección.

Órganos de control
- Comisión Regional de Garantías: Es el tribunal interno dentro de JSM. Es el único órgano que puede expulsar a un militante de esta organización previo informe de la Comisión Federal de Garantías.

- Comisión Regional Revisora de Cuentas: Es un órgano de control contable

### Secretarios Generales
Los secretarios generales son los encargados de dirigir la organización política.
|                 | Secretarios/as Generales | Mandato    |
| --------------- | ------------------------ | ---------- |
| º Congreso.     | Modesto Nolla Estrada    | 1977- 1980 |
| º Congreso.     | Ricardo Luis Izquierdo   | 1980- 19.. |
| 8º Congreso.    | Óscar Iglesias Fernández | 1995- 1999 |
| 9º Congreso.    | Javier Gómez Gómez       | 1999- 2003 |
| 10º Congreso.   | Òscar Blanco Hortet      | 2003- 2007 |
| 11º Congreso.   | Daniel Méndez Guillén    | 2007- 2012 |
| 12º Congreso.   | Placido Vázquez Garcia   | 2012- 2014 |
| Gestora.        | Diego Piñeiro            | 2014- 2015 |
| Extraordinario. | Borja Terrés Salcedo     | 2015- 2017 |
| 13º Congreso.   | Javier Guardiola Arévalo | 2017- 2022 |
| 14º Congreso.   | Adrián Fernández Rivas   | 2022- 2023 |
| Extraordinario. | Aranzazu Figueroa Toledo | 2023- ...  |